# Aristea pauciflora
Aristea pauciflora là một loài thực vật có hoa trong họ Diên vĩ. Loài này được Wolley-Dod miêu tả khoa học đầu tiên năm 1900.